# Sacrower See
De Sacrower See is een meer in Brandenburg ten zuidwesten van Berlijn.
Samen met de 0,7 km noordelijker gelegen Glienicker See en de 1,6 km zuidelijker gelegen Heiliger See in Potsdam vormt het een ketting van meren die in de ijstijd ontstaan zijn.